# Rhynchium superbum
Rhynchium superbum är en stekelart som beskrevs av Henri Saussure 1852. Rhynchium superbum ingår i släktet Rhynchium och familjen Eumenidae. Inga underarter finns listade i Catalogue of Life.